# Pent-2-enoato de metila

Pent-2-enoato de metila ou 2-pentenoato de metila é o composto orgânico, insaturado, éster de metila do ácido pent-2-enoico, classificado com o número CAS 15790-88-2, de fórmula molecular C6H10O2, massa molecular 114,14 , ponto de ebulição 81-82 °C (a 45 mmHg). É encontrado nas plantas das famílias Asparagales e Orchidaceae.